# 아테나 (영화)
"아테나"(Athena)는 2022년 개봉한 프랑스의 비극 영화이다. 로망 가브라스가 감독과 공동각본을 맡았다. 제79회(2022년) 베네치아 영화제 황금사자상 경쟁후보작이다.

## 출연

### 주연
- 달리 벤살라 : 압델 역
- 앙토니 바종 : 제롬 역
- 오우시니 엠바렉 : 목타르 역
- 알렉시스 마넨티 : 세바스찬 역